# Saïd Djabelkhir
Saïd Djabelkhir (en arabe سعيد جاب الخير), né le 17 décembre 1964 à Boufarik (wilaya de Blida), est un journaliste algérien et un islamologue spécialiste du soufisme. Licencié en sciences islamiques, il est également titulaire d'un doctorat en philosophie.

## Biographie
Après des études en sciences islamiques à l’université d’Alger, Saïd Djabelkhir enseigne pendant dix ans la langue arabe et la philosophie dans les cycles moyen et secondaire.
En l’an 2000, il commence sa carrière de journaliste professionnel au quotidien Al Fadjr comme journaliste puis comme responsable de la rubrique culturelle, avant de se lancer avec le quotidien El Djazair News comme journaliste et responsable des rubriques culture et société.
En 2005 il rejoint l’équipe du quotidien Echorouk El Yawmi en tant que responsable de la rubrique culturelle. Il y reste jusqu’à la fin 2006, date à laquelle il quitte l’Algérie pour les Emirats Arabes Unis. Là, il travaille pendant deux ans pour le quotidien Khaleej Times comme rédacteur à la rubrique culturelle et, en même temps, comme collaborateur de l'hebdomadaire algérien Al Mouhakik.
De retour en Algérie, il intègre l’équipe de l'hebdomadaire Al Moutakaf, et ce pendant une année avant sa fermeture.
Il travaille également pour la radio algérienne (Alger Chaîne 1) pendant quatre ans comme producteur et animateur de huit émissions culturelles, dont Nass el Hadhra sur la musique soufie.
Il a été producteur et animateur de la rubrique soufisme sur la chaîne de télévision algérienne Canal Algérie en 2011-2012. Il est l'auteur de plusieurs articles sur le soufisme dans la presse nationale et étrangère, par exemple dans El Watan[réf. nécessaire]. En 2014, il fonde le « Cercle des lumières pour la pensée libre » (CLPL) pour promouvoir un islam moderniste.

## Prises de position
Sur sa page Facebook, il partage ses analyses et ses critiques de divers aspects de la religion musulmane et de la société algérienne. Se disant partisan d'un « islam des Lumières », il s'en prend à la lecture rigoriste des textes religieux par les salafistes et les wahhabites.
En 2017, il soutient Rachid Boudjedra, écrivain athée victime d'une caméra cachée au cours de laquelle de faux policiers lui ont fait réciter la chahada. Il entend lutter contre la montée de l'intégrisme et le « terrorisme intellectuel » tel que défini par Achour Fenni avec lequel il s'associe en compagnie d'Amin Zaoui. Il critique l'État algérien qu'il accuse de faire de la surenchère islamiste pour calmer les radicaux et milite pour l'abolition de l'article 144 bis 2 du code pénal qui punit « le dénigrement du dogme et des préceptes de l'islam ». La même année, il est attaqué pour avoir mis en question l'authenticité et la valeur pour notre époque de certains hadiths (dits du Prophète rapportés par la tradition).
En mai 2019, il déclare que le jeûne de Ramadan n'est pas une obligation islamique, ce qui lui vaut des menaces de mort de la part d'islamistes. Il soutient le droit de célébrer Yennayer, le nouvel an berbère. Il prend aussi position contre les mariages de jeunes filles. Certains de ses détracteurs considèrent que, par ces paroles, il critique le prophète Mahomet qui aurait pris pour épouse Aïcha lorsqu'elle était enfant, et portent plainte contre lui. Il est aussi visé pour avoir rappelé que les traditions du sacrifice de mouton et du pèlerinage existaient déjà dans l'Arabie préislamique et sont donc d'origine païenne. Sur les réseaux sociaux, on lui reproche de dénigrer le Coran. Le ministre des Affaires religieuses, Youcef Belmehdi, s'en prend aussi à lui.
En 2023, il partage une publication estimant que le hidjab n'est pas une obligation divine.

### La condamnation d'avril 2021
Interrogé par le quotidien français Le Figaro en mars 2021, il défend ses propos, et critique les « fondamentalistes [qui] souhaitent intimider tous les intellectuels » en utilisant la justice pour étouffer la liberté d'expression. Son procès s'ouvre le 1er avril 2021. Le 22 avril, il est condamné par le tribunal de Sidi M'Hamed à trois ans de prison pour « offense aux préceptes de l'islam » pour avoir déclaré que le pèlerinage à la Mecque existait avant l'islam, et à 50 000 dinars d’amende (310 euros). L’islamologue a fait appel et se déclare prêt à aller jusqu’en cassation. Il estime que « c’est un combat qui doit continuer pour la liberté de conscience, pour la liberté d’opinion et pour la liberté d’expression. »
Dans le cadre de son appel contre cette condamnation, la septième chambre de la Cour de justice d’Alger a accepté le 20 octobre 2021 de transmettre à la Cour suprême d'Algérie la demande de saisine du Conseil constitutionnel pour contester la constitutionnalité de l’article 144-bis 2 du code pénal sur le fondement duquel il a été condamné.

#### Soutiens
Dans cette affaire, des universitaires et des personnalités politiques comme Mohcine Belabbas (président du Rassemblement pour la culture et la démocratie) et Louisa Hanoune (secrétaire générale du Parti des travailleurs) prennent parti en sa faveur. L'association Amnesty International juge également « scandaleux » le verdict prononcé. La Ligue algérienne pour la défense des droits de l'homme rappelle en outre que l'Algérie est signataire du pacte international relatif aux droits civils et politiques. Le procès a suscité des réactions aussi en France, puisque Ghaleb Bencheikh, le président de la Fondation pour l'Islam de France, s'est déclaré lui aussi scandalisé,,,. Des intellectuels ont exprimé leur soutien, par exemple l'écrivain Bachir Mefti et l'éditeur Arezki Aït Larbi, ou encore la philosophe et islamologue Razika Adnani. Dix-neuf intellectuels ont signé une tribune dans Le Figaro «Pour l'acquittement de Saïd Djabelkhir et la liberté scientifique en Algérie». 
Le 30 avril 2021, dans une interview au quotidien Le Monde, l'universitaire estime qu'« on assiste aujourd’hui à un retour en force du salafisme en Algérie ». Son procès en appel, qui devait se tenir en juillet 2021, a été reporté au mois de septembre, pour cause d'absence du plaignant. Puis à nouveau repoussé en octobre, car la cour doit se prononcer sur la constitutionnalité de l'article 144 bis du Code pénal, en vertu duquel la condamnation a été prononcée. Selon les avocats de M. Djabelkhir, cet article porte atteinte à la liberté de pensée, qui est pourtant affirmée dans la Constitution algérienne,.

#### L’acquittement en février 2023
Le 1er février 2023, Saïd Djabelkhir a été relaxé par la Cour d'Appel d'Alger, qui reconnaît de ce fait que l'accusation d'offense à l'islam est infondée.
Saïd Djabelkhir estime que son acquittement « est une première dans l’histoire de l’Algérie indépendante, parce que jamais devant la justice algérienne ne s’est présenté un procès pareil ». Il ajoute que « cette décision est une première pour l’Algérie et même pour le monde musulman ». Au micro de Berbère Télévision, il explique que « c’est une décision qui dit clairement que la pensée libre est un droit, que le débat d’idées ne doit pas être judiciarisé et que les tribunaux ne sont pas le lieu idéal pour le débat d’idées » mais aussi « [qu’elle] est une victoire des Lumières contre l’obscurantisme et une victoire pour une pensée libre en général »[réf. souhaitée].

#### Placement en garde à vue en juillet 2024
Saïd Djabelkhir est placé en garde à vue le 29 juillet 2024 sans que soit précisé le motif de son arrestation.

## Publications
Saïd Djabelkhir est spécialiste du soufisme. Il s'efforce dans ses travaux de réfuter les fausses représentations qui font du soufi un être retiré du monde, pour souligner au contraire qu'il est tourné vers l'autre, en particulier par sa tolérance, et son ouverture culturelle et artistique, notamment dans le domaine de la musique.
- (ar) Soufisme et Création, Le Caire, éd. El Mahroussa, 2007[26]

En s'appuyant sur les textes du poète égyptien Hamza Qenawy, l'auteur compare la psychologie du soufi et celle de l'artiste pour étudier les rapports entre soufisme et création artistique. Il dresse un parallèle le rôle et la posture des intellectuels et des soufis. Un chapitre est consacré à l'analyse de la folie et des motifs qui ont conduit à associer soufisme et folie (« derviche »).
- (ar) Recherche sur le soufisme et les confréries soufies: Zawiya et instances religieuses en Algérie, Dar Al-Fayrouz, 2010[27],[26].
- (ar) Soufisme et culture populaire en AlgériePremière étude publiée par Djabelkhir, ce texte étudie ce que la culture populaire algérienne, en particulier la musique (chaâbi [populaire]  et musique arabo-andalouse), doit à l'influence soufie[2].

## Sources
1. 1 2  « Algérie : un universitaire poursuivi pour offense à l'islam », sur Franceinfo, 11 février 2021 (consulté le 1er mars 2021).
2. 1 2 3 4 5 6  Semmar Abderrahmane, « Saïd Djabelkhir, journaliste et chercheur algérien en soufisme : Les Soufis, gardiens de notre patrimoine et de notre mémoire », sur Le Mague, 3 novembre 2007 (consulté le 22 avril 2021).
3. ↑  Adlène Meddi, « Saïd Djabelkhir : "L'État algérien fait dans la récupération du public islamiste" », sur Le Point, 29 juin 2017 (consulté le 23 juillet 2021).
4. 1 2 3 4  Cercle des Lumières pour la Libre Pensée, « Conférence : La révolution actuelle et les dangers de l'islamisme » [vidéo], sur Youtube, mai 2019 (consulté le 31 juillet 2021).
5. 1 2  « Saïd Djabelkhir : « L’islam est une spiritualité séculière » – Jeune Afrique », sur JeuneAfrique.com (consulté le 24 mars 2023).
6. 1 2 3  « Algérie : un universitaire poursuivi pour offense à l'islam », sur francetvinfo.fr, 11 février 2021.
7. 1 2  Adlène Meddi, « Saïd Djabelkhir : "L'État algérien fait dans la récupération du public islamiste" », sur lepoint.fr, 29 juin 2017.
8. 1 2  « Des intellectuels appellent à soutenir le docteur Saïd Djabelkhir »(Archive.org • Wikiwix • Archive.is • Google • Que faire ?), sur lematindalgerie.com, 26 décembre 2017 (consulté le 21 juillet 2021).
9. 1 2 3  Pica Ouazi, « Algérie : Vaste campagne islamiste contre l’islamologue Saïd Djabelkhir », sur observalgerie.com, 15 janvier 2020.
10. 1 2  « Port du hijab : l'université algérienne au cœur de la polémique », sur TSA, pagesTSA-Tout-sur-lAlgérie135765743142770, 21 mars 2023 (consulté le 23 mars 2023).
11. ↑  Paul Carcenac, « Saïd Djabelkhir : L'obscurantisme gagne de plus en plus de terrain en Algérie” », sur lefigaro.fr, 30 mars 2021.
12. 1 2  Aylan Afir, « L’islamologue Saïd Djabelkhir condamné à 3 ans de prison », sur observalgerie.com, 22 avril 2021.
13. ↑  « Saïd Djabelkhir condamné à trois ans de prison ferme », sur Liberté Algérie, 22 avril 2021 (consulté le 22 avril 2021).
14. ↑  « Algérie : l’universitaire Saïd Djabelkhir condamné à trois ans de prison pour “offense à l’islam” », lemonde.fr, 22 avril 2021.
15. ↑  liberte-algerie.com, « Djabelkhir dans l’attente d’un avis du Conseil constitutionnel: Toute l'actualité sur liberte-algerie.com », sur liberte-algerie.com (consulté le 9 décembre 2021).
16. ↑  Ryad Hamadi, « Condamnation de l’islamologue Saïd Djabelkhir : les réactions », sur TSA (Tout sur l'Algérie), 22 avril 2021 (consulté le 22 avril 2021).
17. ↑  « Élan de soutien en faveur de l’islamologue Djabelkhir : «Quand l’idée se retrouve devant un juge» », sur elwatan.com, 10 février 2021 (consulté le 21 juillet 2021).
18. ↑  Razika Adnani, « L’Algérie est-elle frappée par la malédiction ? », sur azika-adnani.com, 22 avril 2021 (consulté le 22 juillet 2021).
19. ↑  «Pour l'acquittement de Saïd Djabelkhir et la liberté scientifique en Algérie», sur Le Figaro, 27 janvier 2022 (consulté le 16 novembre 2023).
20. ↑  On assiste aujourd’hui à un retour en force du salafisme en Algérie, site lemonde.fr, 30 avril 2021.
21. ↑  « Le procès en appel de l’islamologue Saïd Djabelkhir reporté », sur ObservAlgérie, 7 juillet 2021 (consulté le 21 juillet 2021).
22. ↑  liberte-algerie.com, « La défense plaide la non-conformité avec la Constitution: Toute l'actualité sur liberte-algerie.com », sur liberte-algerie.com, 30 septembre 2021 (consulté le 6 octobre 2021).
23. ↑  Article 51 : « La liberté d'opinion est inviolable » (Constitution de la République algérienne, 30 décembre 2020). en ligne
24. ↑  « L'islamologue Saïd Djabelkhir relaxé en appel », sur TSA, 1er février 2023 (consulté le 1er février 2023).
25. ↑  L’universitaire Saïd Djabelkhir placé en garde à vue, site lematindalgerie.com, 31 juillet 2024.
26. 1 2  Toute l'actualité, « Les Ulémas ont détruit de larges pans de la tradition soufie en Algérie »(Archive.org • Wikiwix • Archive.is • Google • Que faire ?), sur liberte-algerie.com (consulté le 23 avril 2021).
27. ↑  (ar) « أبحاث في التصوف والطرق الصوفية : الزوايا والمرجعية الدينية في الجزائر/ سعيد جاب الخير | جاب الخير، سعيد مؤلف | المكتبة الوطنية الإسرائيلية », sur nli.org.il (consulté le 1er mars 2021).